# Schleswig-Holstein
För fartyget, se M/S Schleswig-Holstein.
Schleswig-Holstein (danska: Slesvig-Holsten, lågtyska: Sleswig-Holsteen, frisiska: Slaswik-Holstiinj) är Tysklands nordligaste förbundsland. Huvudstad och största stad är Kiel. Förbundslandet gränsar mot Danmark och har kust mot både Nordsjön och Östersjön. Det genomkorsas av Kielkanalen som förbinder de två haven.

## Historia

### Schleswig och Holstein
Sønderjylland, eller som det senare kallades, Slesvig, ursprungligen en del av det danska riket, blev från medeltiden ett danskt län (medan Holstein var tyskt län) och var fortfarande ett danskt län när drottning Margareta överlämnade det till greven av Holstein.
Den sydöstra delen av landet (i Öst-Holstein) var fram till 1100-talet befolkat av slaviska folk (vender, senare assimilerade i den tyska befolkningen), något som främst ses på många ortnamn av slavisk härkomst (Lübeck, Eutin, Preetz och Ratzeburg).
Kung Kristian I av Danmark var systerson till Adolf VIII av Holstein (död 1459), den siste hertigen av Slesvig och greven av Holstein av huset Schauenburg. Kristian korades så av den slesvigska och holsteinska adeln i Ribe år 1460 till hertig av Slesvig och greve av Holstein. Samtidigt lovade han att inte skilja länderna åt. Denna bestämmelse, Up ewig ungedeelt (för alltid odelat), kom att bli ett motto för 1800-talets tyska rörelse i Slesvig och Holstein.
År 1474 blev Holstein av tyske kejsaren upphöjt till tyskt hertigdöme, vilket kom att ärvas inom den danska kungliga familjen. 
Med tiden blev hertigdömena genom arvskiften uppdelade i otaliga små förvaltningsenheter. Kung Fredrik I:s söner delade dock hertigdömet: Kristian III fick Sønderborg, Hans d.ä. av Oldenburg Haderslev och Adolf av Holstein-Gottorp blev greve av Gottorp.
Efter Magnus Stenbocks kapitulation vid Tönning 1713 och sedan Sverige förbundit sig att inte understödja Karl XII:s systerson Karl Fredrik av Holstein-Gottorps anspråk på det slesvigska området, hamnade den Gottorpska andelen av Slesvig åter hos danska kungahuset. 
Kung Fredrik IV av Danmark inkorporerade den Gottorpska delen av Slesvig i "kongeloven" som också kunde ärvas på spinnsidan, och lät 1721 hertigarna av Augustenborg och Glücksborg svära honom trohet, för att garantera att området ärvdes vidare inom danska kungahuset. Med Katarina II av Ryssland överenskom han att få den Gottorpska delen i Holstein, medan hon i utbyte fick Oldenburg och Delmenhorst (Hennes son Paul blev hertig av Holstein-Gottorp, varpå Paul senare gav denna del till sin farfars kusin Georg av Holstein-Gottorp, vilken blev stamfader för huset Oldenburg).
När den Oldenburgska huvudlinjen (som också var arvtagare till Schleswig och Holstein) en dag utslocknade, ärvdes den danska kronan vidare längs sidolinjer, men detta gällde inte i fallet Holstein, som följde den saliska lagens arvsföljd, vilket innebär att det bara fick ärvas av manliga ättlingar på stamträdet. Fredrik VII av Danmark hade ingen son. För Schleswig, som danskt län, gällde samma arvsföljd som i Danmark, men en tysk-national rörelse önskade inget åtskiljande av Schleswig och Holstein, som sedan länge administrerades samman. Däremot brann man för en sammanslutning av de båda hertigdömena som ett självständigt Schleswig-Holstein, enbart i personalunion med Danmark. Tyska språket hade spridit sig norrut i Schleswig, och danska hade låg prestige. Danska var dock ännu flertalets språk i norra hälften av Schleswig, och en dansk-national rörelse uppstod som motvikt mot den tyska.
1848, då revolutioner ägde rum i flera europeiska länder, utropades en provisorisk schleswig-holsteinsk regering i Kiel, och 1848–1850 kämpade man i det Slesvig-holsteinska kriget mot den danska regeringsarmén. Kristian av Holstein-Augustenburg[källa behövs] utropade sig som arvsberättigad till inte bara Holstein, utan även Slesvig. På så sätt beräknade han att få stöd från den schleswig-holsteinska rörelsen. Under en tid fick upproret stöd från andra tyska stater, men när stormakterna  fick Preussen att dra sig ur, förlorade schleswig-holsteinarna. Den danska delstaten återgick till status quo. I mellersta Schleswig försökte regeringen från 1851 att hejda det tyska språkets frammarsch genom att förorda danskt skol- och kyrkospråk i områden med danskt folkspråk, men ofta med motsatt effekt eftersom en del dansktalande uppfattade språkförordningarna som tvång och bekände sig till tyskheten.
Samtidigt uppstod ett författningsmässigt problem. Danmark var sedan 1849 en konstitutionell monarki, men i Schleswig och Holstein härskade ännu envälde med rådgivande ständerförsamlingar. I den gemensamma regeringen satt liberala ministrar från Danmark och konservativa, adliga ministrar från Holstein. Lagstiftningsarbetet blev allt mer blockerat, och i Danmark fruktade man att riket skulle bli allt mer öppet för tysk inblandning som en följd av Holsteins medlemskap i Tyska förbundet. Lösningen skulle vara att släppa Holstein helt och hållet, vilket de tyska schleswig-holsteinarna motsatte sig om inte Schleswig följde med.
Vid Fredrik VII:s död 1863 kanaliserades läget. Den nye kungen Kristian IX underskrev en ny grundlag, novemberförfattningen, som gällde för Danmark och Schleswig, men inte Holstein. Nästan kuppmässigt utfärdades 18 november 1863 en proklamation av augustenborgaren prins Frederik, att han, i kraft av den gamla arvföljdsordningen, tillträdde regeringen över hertigdömena Slesvig och Holstein. Samtidigt utgick till Europas hov en officiell notifikation om hertig Fredrik VIII:s »tronbestigning». I hela Tyskland uppstod en stark stämning för Schleswig-Holsteins »befrielse», flera tyska småfurstar erkände hans anspråk, och förbundsdagen i Frankfurt am Main förklarade sig villig att pröva och avgöra de båda pretendenternas kvalifikationer.
Frågan nådde internationell kaliber, och Sverige (Karl XV) som i allians förut lovat att hjälpa Danmark i denna fråga med militära styrkor, drog tillbaka detta löfte den 8 december. Motiveringen för att frånträda alliansen var densamma som det tidigare argumentet för en allians, att Danmark var hotat. Liksom beslutet för en allians tidigare lett till meningsstrider i Sverige ledde det motsatta beslutet nu till detsamma.
Oroade danskar krävde att Schleswig skulle införlivas helt med Danmark en gång för alla, medan Preussen förhandlade med Österrike, och dessa båda staters arméer tågade in i Holstein och Slesvig i början av 1864 och det dansk-tyska kriget var ett faktum. Den danska armén besegrades och förlorade Schleswig och Holstein, formellt i freden i Wien senare samma år. År 1866 krigade Preussen mot Österrike och kunde sedan införliva hela den nya provinsen Schleswig-Holstein i den preussiska staten.
Efter första världskriget återfick Danmark 1920 norra Slesvig genom en folkomröstning i området. Sedan dess har det varit en dansk respektive en tysk minoritet på ömse sidor av gränsen.
Efter Nazitysklands nederlag i andra världskriget 1945 hamnade provinsen Schleswig-Holstein i den brittiska ockupationszonen. I samband med att Fristaten Preussen upplöstes 1946–1947 ombildades provinsen till det tyska förbundslandet Schleswig-Holstein, och ingick sedermera i Västtyskland.
Efter andra världskriget kom ett stort antal tyska flyktingar från de tyska områdena i öst till Schleswig-Holstein. En dansk rörelse fick kraftig framgång och önskade att hela Schleswig åter kom till Danmark. Den danska regeringen avvisade dock kraven, och efter några år stabiliserades läget. År 1955 erkändes de två minoritetsgruppernas rättigheter genom Köpenhamn-Bonn-deklarationerna, och nationella spänningar i gränsområdet är numera sällsynta.

## Statsvapen och flagga
Schleswig-Holsteins delstatsvapen består av två delar. Den ena är från Schleswig och har två blå lejon i gul bakgrund, och är under 1200-talet direkt hämtad från Danmarks riksvapen. Den andra delen är från Holstein och har en vit taggig sköld i vapenskölden, inspirerad av brännässlan. Det är ett släktvapen från släkten Schauenburg som år 1111 fick hertigtiteln över Holstein. År 1395 förekom för första gången det kombinerade vapnet.
Flaggan är en trikolor, uppifrån och ner blått, vitt, rött. Den härstammar från mitten av 1800-talet, men fastställdes officiellt först 1957.

## Geografi

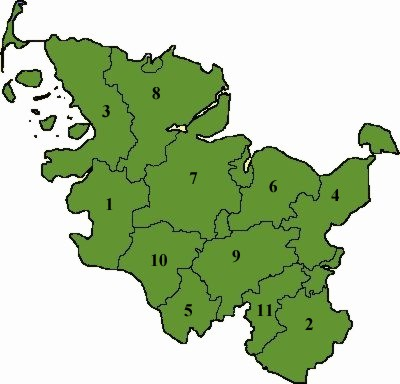
Distrikt i Schleswig-Holstein

Förbundslandet är främst ett kulligt landskap. Bungsberg med 168 meter, Stretzer Berg med 130 meter och Pilsberg med 128 meter över havet är de högsta topparna. De längsta vattendragen (utom kanaler) är Trave som är 112 km lång och Eider med en längd av 110 km. Ungefär 5 procent av ytan utgörs av insjöar, dammar och vattendrag. De flesta insjöar finns i Kreis Plön. Schleswig-Holstein är till 9 procent täckt av skog.
Landskapet skapades under senaste istiden när inlandsisen från Skandinavien växte fram till norra Centraleuropa. Vid isens kanter bildades ändmorän och under isen bottenmorän.
Schleswig-Holstein delas in i elva distrikt (Kreise):
1. Kreis Dithmarschen
2. Kreis Herzogtum Lauenburg
3. Kreis Nordfriesland
4. Kreis Ostholstein
5. Kreis Pinneberg
6. Kreis Plön
7. Kreis Rendsburg-Eckernförde
8. Kreis Schleswig-Flensburg
9. Kreis Segeberg
10. Kreis Steinburg
11. Kreis Stormarn

### Kreisfria städer
- Flensburg
- Kiel
- Lübeck
- Neumünster

### Övriga orter
- Eckernförde, stad
- Glücksburg, stad
- Wacken, en by känd för Wacken Open Air

## Demografi
Schleswig-Holsteins befolkning utgör 2,82 miljoner människor. Befolkningstätheten är den sjätte tunnaste i Tyskland. I förbundslandet lever både danskar (huvudsakligen i Sydslesvig), och friser (huvudsakligen vid den nordliga Nordsjökusten).

### Språk
Förutom det officiella språket högtyska (standardtyska) har plattyska, danska och frisiska erkänd status. Plattyska är regionalspråk, danska och frisiska minoritetsspråk. Dessutom finns sydlig jylländska (synnejysk) som inte har officiell status och som har varit på tillbakagång både i Danmark och i Tyskland. I distriktet Nordfriesland är geografiska skyltar ofta tvåspråkiga med tyska och frisiska, däremot ses danska inte på skyltar utom vid den danska minoritetens institutioner.

### Religion
Schleswig-Holstein är i likhet med de skandinaviska länderna övervägande protestantiskt. År 2000 tillhörde 63,8% av befolkningen evangelisk-lutherska kyrkan, medan 6,1% var katoliker. Frikyrkorna har runt 15 000 medlemmar, medan den danska kyrkan har runt 6 800 medlemmar. 15 000 invånare är muslimer och 1 800 judar.